# 젭토
젭토(zepto, 기호: z)는 SI 단위계에서 10-21 또는 0.000 000 000 000 000 000 001를 나타내는 접두어이다. 젭토(zepto)는 1991년에 채택되었으며, {\displaystyle {(10^{-3})}^{7}}과 같기 때문에 7을 뜻하는 프랑스어 세트(sept) 또는 라틴어 셉템(septem)을 따서 만들었다.

## 사용 예
예를 들어, 
- 전자 한 개의 전하량은 160.217657 젭토쿨롬(zC, zeptocoulomb)이다.
- 물질 1 젭토몰(zmol, zeptomole)은 602개의 입자로 이루어져 있다.
- 사람 인슐린 분자는 대략 10 젭토그램(zeptogram) 무게를 가진다.[2]